# تختة دوز
تختة دوز هي قرية في مقاطعة ماكو، إيران. يقدر عدد سكانها بـ 377 نسمة بحسب إحصاء 2016.